# Ağaçören
Ağaçören – miasto w Turcji, w prowincji Aksaray, stolica dystryktu Ağaçören. Liczy 4 983 mieszkańców. Położone w krainie Kapadocja.